# 壹蘋新聞網
壹蘋新聞網是臺灣一個由前《蘋果新聞網》團隊組成的網路媒體，位於臺灣臺北市。由新加坡籍商人、17LIVE共同創辦人潘杰賢（Joseph Phua）創立，以「壹週刊」的「壹」及「蘋果新聞網」的「蘋」命名，並宣布堅守「完全不用台蘋品牌、完全不用台蘋網址、完全不接觸台蘋個資數據、完全不使用台蘋資產、完全不介入壹蘋新聞中立性、絕對遵守台灣法律規範」的「五不一絕對」原則。

## 歷史
2020年6月《港版國安法》立法後，以香港為基地的壹傳媒陷入經營危機，其屬下的台灣《蘋果新聞網》也不斷傳出將被併購的消息。2022年6月，潘杰賢100%持有的「新海環球有限公司」預計收購台灣《蘋果日報》。
6月28日，台灣公民團體「經濟民主連合」召開記者會指出，該公司登記資本額僅3萬台幣，懷疑幕後金源涉及中國大陸資金，蘋果若出售會引發國安疑慮。據經民連調查發現，潘杰賢歷來的事業，無論是約會網站「Paktor」的融資、收購「17直播」平台或買下台灣區塊鏈公司「Dapp Pocktet」，其資金籌措主導者均指向同一人，即潘杰賢名下的「龍丞資本」（Turn Capital）上海合夥人張鐘予。張鐘予不只在中國大陸AI投資圈大名鼎鼎，其擔任合夥人的中國大陸私募基金「領中資本」（Lantern Capital）更與中國大陸黨政軍關係密切，參與了中國大陸的「中天引控」、「中天控股」等軍工企業。 潘杰賢則發表聲明駁斥經民連說法，指出張鐘予職涯皆是專業經理人，非神秘金主。張鐘予曾代表新加坡主權基金祥峰投資偕同多家一線國際投資機構投資拍拖公司，2016張離開祥峰投資前往中國大陸工作數年。2021年潘杰賢成立龍丞資本時從領中資本挖角張鐘予成為龍丞資本的聘薪（不佔股）合夥人。領中資本為張鐘予任職的前公司，與龍丞資本毫無關聯。
對此潘杰賢發出聲明指出「百分百無中（陸）資、百分百愛台灣」，強調每一間公司都是100%個人投資，從未接受外來投資，張鐘予女士和本案毫無關聯。張女士是新加坡人，2014年擔任新加坡主權基金淡馬錫（Temasek）旗下創投祥峰投資（Vertex Ventures）的投資經理時投資潘杰賢創立的拍拖公司。張女士2016離開祥峰投資後，曾前往中國大陸工作數年，至潘杰賢2021年成立龍丞資本時從領中資本挖角她成為龍丞資本的聘薪（不佔股）合夥人，協助處理區塊鏈業務，2021中再轉任龍丞資本旗下區塊鏈新創Coinomo執行長。張女士職涯歷程始終是高階經理人身份，並非神秘金主，未投入任何資金，也未參與本案。潘杰賢說明收購台蘋的過程一直百分百配合政府法規，並完整提供資料供主管機關審查，未來也將持續維護台蘋之獨立自主性，以照顧員工生計為依歸。
2022年8月31日「蘋果新聞網」收購案陷入僵局，潘杰賢召開記者會，宣佈為避免大多數台灣《蘋果新聞網》的員工將在8月31日失去工作，決定於9月1日起另行成立新平台「壹蘋新聞網」，延攬96％台蘋8月底遭資遣員工。潘杰賢表示有信心《壹蘋新聞網》可以重新獲得80~90%原《台蘋》流量，打入前十大媒體平台。

## 外部連結
- 官方网站